# Saint-François (atol)
Saint-François – jeden z dwóch atoli w archipelagu Alphonse wchodzącym w skład Wysp Zewnętrznych Seszeli. Atol jest niezamieszkany i składa się z dwóch wysp: St. François i Bijoutier. Łączny obszar lądu wynosi 0,196 km² (196 000 m²), ale całkowity obszar zawierający płaską rafę i lagunę jest dużo większy i wynosi około 40 km². Atol został odkryty 28 stycznia 1730 przez kawalera Alphonse de Pontevez, dowodzącego francuską fregatą Le Lys. Nazwa atolu pochodzi od imienia świętego Franciszka Salezego.

## Saint-François
Obszar wyspy wynosi 176 000 m². Wyspa jest łatwo dostępna, 30 minut łodzią z wyspy Alphonse. Miejscowa fauna to fregaty, krabożery i kraby niebieskie.

## Bijoutier
Północna i najmniejsza wyspa wzięła swoją nazwę od francuskiego słowa bijoutier – „jubiler”. Obszar wyspy wynosi 20 000 m² i jest na tyle mała, że można ją obejść dookoła w kilka minut. Wyspa dostępna jest tylko drogą wodną podczas dużych przypływów.

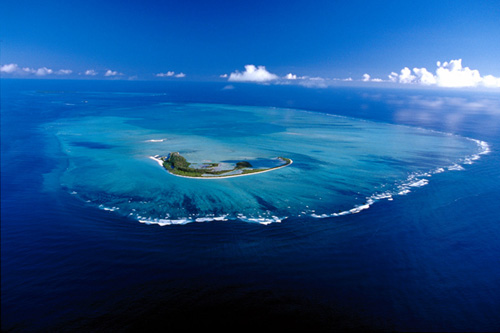
Atol Saint-François od południa, z wyspą Saint-François na pierwszym planie
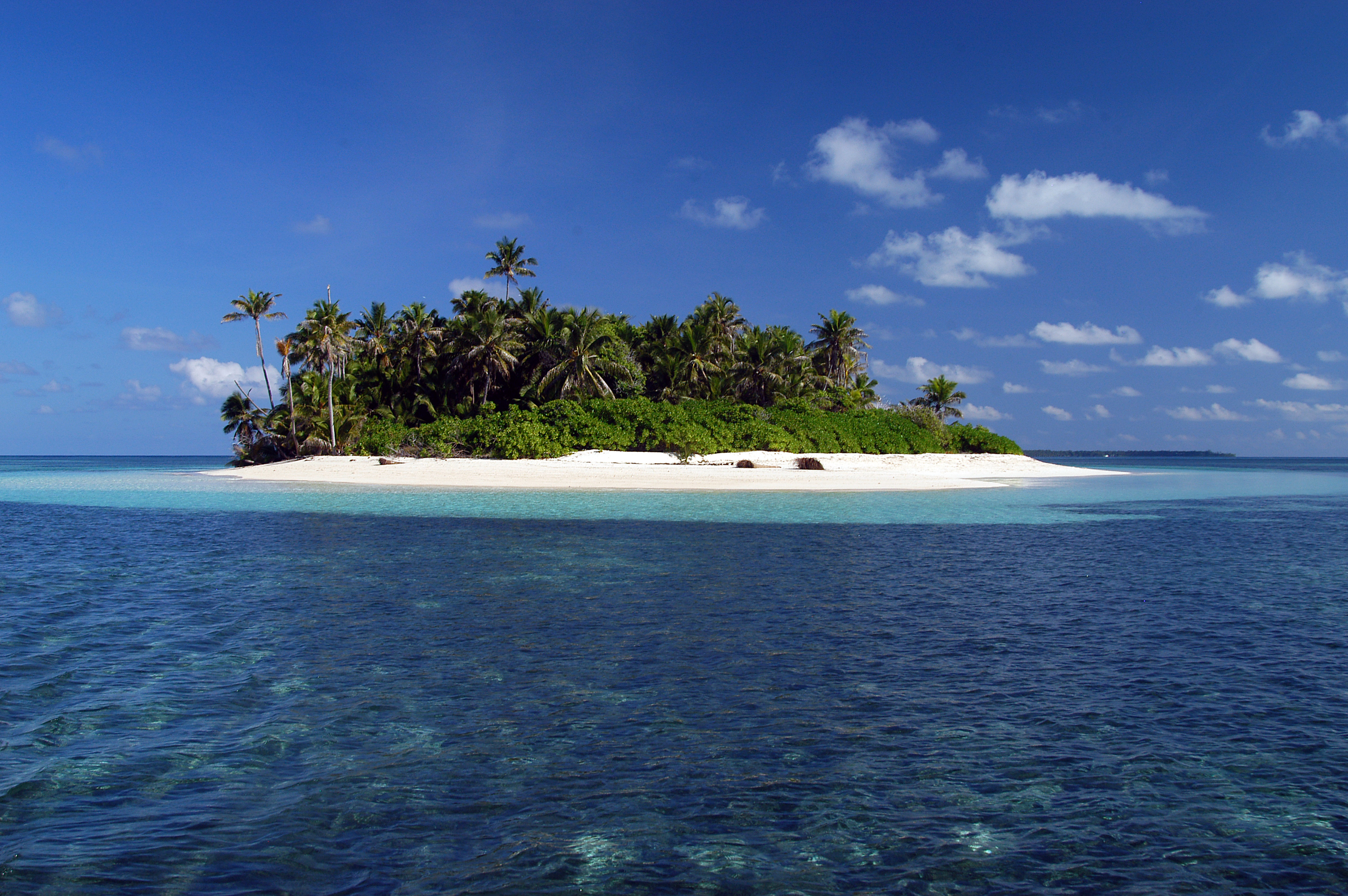
Wyspa Bijoutier